# 10e étape du Tour d'Italie 2011
Pour un article plus général, voir Tour d'Italie 2011.
La 10e étape du Tour d'Italie 2011 s'est déroulée le mardi 17 mai 2011. Termoli est la ville de départ, et Teramo la ville d'arrivée. Il s'agissait d'un étape parcours plat sur un distance de 159 km. Elle a eu lieu le jour suivant la première journée de repos.
Le Britannique Mark Cavendish (Team HTC-Highroad) remporte cette étape au sprint. L'Espagnol Alberto Contador (Saxo Bank-SunGard) conserve le maillot rose de leader,.

## Profil de l'étape
Cette 10e étape se déroule sur un profil plat à part les tout derniers kilomètres qui sont en léger faux plat montant.

## La course
L'échappée du jour est composé de trois coureurs: le français Pierre Cazaux (Euskaltel-Euskadi), le franco-ukrainien Yuriy Krivtsov (AG2R La Mondiale) et le japonais Fumiyuki Beppu (Team RadioShack).
Sous l'impulsion de l'équipe HTC-Columbia, les fuyards sont logiquement repris à une dizaine de kilomètres de l'arrivée. Le sprint est inévitable et Mark Cavendish le remporte en devançant deux précédents vainqueurs d'étapes, l'italien Alessandro Petacchi et l'espagnol Francisco Ventoso. Alberto Contador conserve sa tunique de leader.

## Côte
- Côte de Vasto, 4e catégorie (kilomètre 30,9)

| Premier   | Fumiyuki Beppu | 3 pts |
| Deuxième  | Pierre Cazaux  | 2 pts |
| Troisième | Yuriy Krivtsov | 1 pts |

## Sprint volant
- Sprint volant à Pescara (kilomètre 97,9)

| Premier   | Fumiyuki Beppu   | 5 pts |
| Deuxième  | Pierre Cazaux    | 4 pts |
| Troisième | Yuriy Krivtsov   | 3 pt  |
| Quatrième | Jan Bakelandts   | 2 pts |
| Cinquième | Davide Malacarne | 1 pts |

## Classement de l'étape
|    | Coureur             | Pays        | Équipe                    |    | Temps           |
| -- | ------------------- | ----------- | ------------------------- | -- | --------------- |
| 1  | Mark Cavendish      | Royaume-Uni | Team HTC-Highroad         | en | 4 h 00 min 49 s |
| 2  | Francisco Ventoso   | Espagne     | Movistar                  | +  | m.t.            |
| 3  | Alessandro Petacchi | Italie      | Lampre-ISD                |    | m.t.            |
| 4  | Roberto Ferrari     | Italie      | Androni Giocattoli-CIPI   |    | m.t.            |
| 5  | Davide Appollonio   | Italie      | Team Sky                  |    | m.t.            |
| 6  | Francesco Chicchi   | Italie      | Quick Step                |    | m.t.            |
| 7  | Klaas Lodewyck      | Belgique    | Omega Pharma-Lotto        |    | m.t.            |
| 8  | Sacha Modolo        | Italie      | Colnago-CSF Inox          |    | m.t.            |
| 9  | Alexander Kristoff  | Norvège     | BMC Racing                |    | m.t.            |
| 10 | Oscar Gatto         | Italie      | Farnese Vini-Neri Sottoli |    | m.t.            |

## Classement général
|    | Coureur             | Pays        | Équipe                  |    | Temps            |
| -- | ------------------- | ----------- | ----------------------- | -- | ---------------- |
|    | Alberto Contador    | Espagne     | Saxo Bank-SunGard       | en | 37 h 04 min 40 s |
| 1  | Kanstantsin Siutsou | Biélorussie | Team HTC-Highroad       | en | 37 h 05 min 39 s |
| 2  | Christophe Le Mével | France      | Garmin-Cervélo          |    | 20 s             |
| 3  | Vincenzo Nibali     | Italie      | Liquigas-Cannondale     |    | 22 s             |
| 4  | Michele Scarponi    | Italie      | Lampre-ISD              |    | 29 s             |
| 5  | David Arroyo        | Espagne     | Movistar                |    | 38 s             |
| 6  | Roman Kreuziger     | Tchéquie    | Astana                  |    | 42 s             |
| 7  | José Serpa          | Colombie    | Androni Giocattoli-CIPI |    | 48 s             |
| 8  | Dario Cataldo       | Italie      | Quick Step              |    | 1 min 22 s       |
| 9  | Matteo Carrara      | Italie      | Vacansoleil-DCM         |    | 1 min 22 s       |
| 10 | Igor Antón          | Espagne     | Euskaltel-Euskadi       |    | 1 min 22 s       |

## Classements annexes

### Classement par points
|   | Cycliste            | Équipe            | Points |
| - | ------------------- | ----------------- | ------ |
| 1 | Alessandro Petacchi | Lampre-ISD        | 80 pts |
| 2 | Alberto Contador    | Saxo Bank-SunGard | 65 pts |
| 3 | Francisco Ventoso   | Movistar          | 56 pts |

### Classement du meilleur grimpeur
|   | Cycliste         | Équipe             | Points |
| - | ---------------- | ------------------ | ------ |
| 1 | Filippo Savini   | Colnago-CSF Inox   | 16 pts |
| 2 | Alberto Contador | Saxo Bank-SunGard  | 15 pts |
| 3 | Bart De Clercq   | Omega Pharma-Lotto | 11 pts |

### Classement du meilleur jeune
| Cycliste              | Équipe   | Temps | Temps            |
| --------------------- | -------- | ----- | ---------------- |
| Roman Kreuziger       | Astana   | en    | 37 h 06 min 21 s |
| Francesco Masciarelli | Astana   | +     | 1 min 08 s       |
| Steven Kruijswijk     | Rabobank |       | 1 min 15 s       |

### Classement par équipes aux temps
| Équipe                  | Temps | Temps             |
| ----------------------- | ----- | ----------------- |
| Astana                  | en    | 110 h 37 min 47 s |
| Androni Giocattoli-CIPI | +     | 18 s              |
| Movistar                |       | 3 min 38 s        |

### Classement par équipes aux points
| Équipe                  | Points  |
| ----------------------- | ------- |
| Androni Giocattoli-CIPI | 171 pts |
| Lampre-ISD              | 162 pts |
| Movistar                | 148 pts |

## Abandon
- Adam Blythe (Omega Pharma-Lotto)